# Arthur Piaget
Arthur Piaget (* 25. November 1865 in Yverdon; † 15. April 1952 in Neuchâtel) war ein Schweizer Romanist, Historiker und Archivar.

## Leben und Werk
Arthur Piaget war der Sohn von Frédéric Piaget, eines Direktors einer Uhrenfabrik.
Piaget machte den Schulabschluss in Lausanne und studierte in Neuchâtel und Paris. Er promovierte 1888 in Genf über Martin Le Franc, Prévot de Lausanne (Lausanne 1888, Caen 1993) und studierte dann an der École pratique des hautes études in Paris Geschichte und Philologie bei Gabriel Monod und Gaston Paris (Diplom 1890). Von 1895 bis 1938 war er der erste Professor für romanische Sprachen und Literaturen an der Universität (bis 1909 Akademie) Neuchâtel und 1909–1911 ihr erster Rektor. Von 1898 bis 1935 leitete er das von ihm gegründete Seminar für Reformationsgeschichte an der Theologischen Fakultät und wirkte als Kantonsarchivar. Von 1902 bis 1949 redigierte er die Zeitschrift Musée neuchâtelois (heute Revue historique neuchâteloise).
Arthur Piaget heiratete 1895 die Lehrerin Rebecca Suzanne Jackson. Ihr gemeinsamer Sohn war der Psychologe Jean Piaget.

## Weitere Werke

### Romanistik
- (zusammen mit Emile Picot) Oeuvres poétiques de Guillaume Alexis, 3 Bde., Paris 1896–1908
- La belle dame sans merci d’Alain Chartier et ses imitations, Paris 1905
- Le Miroir aux Dames, poème inédit du XVe siècle, Leipzig 1908
- Le congié pris du siècle séculier. Poème du XVe siècle, Neuchâtel/Paris 1916
- (mit Eugénie Droz) Pierre de Nesson et ses œuvres, Paris 1925, Genf 1977
- Oton de Grandson. Sa vie et ses poésies, Lausanne 1941
- Alain Chartier: La belle dame sans mercy et les poésies lyriques. Edition publiée par Arthur Piaget. Lexique établi par Robert Léon Wagner, 2. Auflage, Lille/Paris 1949
- (Hrsg.) Martin Le Franc: Le champion des dames, Lausanne 1968

### Geschichte
- Documents inédits sur la Réformation dans le Pays de Neuchâtel, Bd. 1, Neuchâtel 1909
- Les actes de la dispute de Lausanne 1536, Neuchâtel 1928
- (zusammen mit Gabrielle Berthoud) Notes sur le livre des martyrs de Jean Crespin, Neuchâtel 1930